# Trun, Orne

Trun este o comună în departamentul Orne, Franța. În 1 ianuarie 2022 avea o populație de 1.183 de locuitori.